# Arcos (Minas Gerais)
Pour les articles homonymes, voir Arcos.
Arcos est une municipalité brésilienne de l'État du Minas Gerais et la microrégion de Formiga.